# جنوب شرق آلاسکا

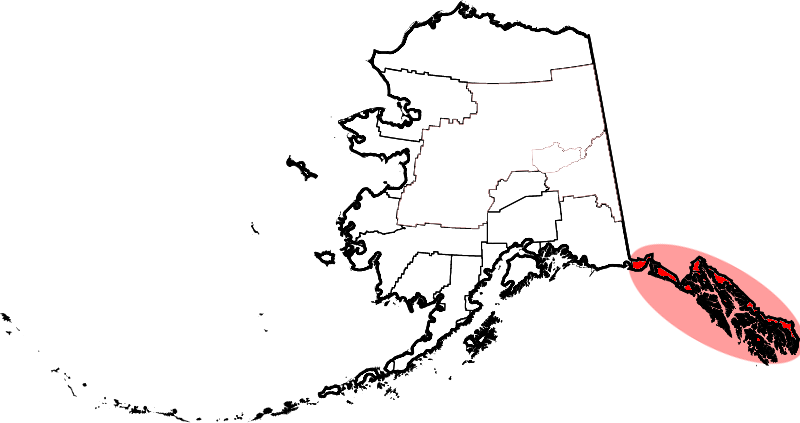

جنوب شرق آلاسکا (انگلیسی: Southeast Alaska) معروف به دسته‌تابه آلاسکا، ناحیه‌ای جغرافیایی در ایالت آلاسکا ایالات متحده است.
این ناحیه به شکل نواره‌ای باریک در پایین آلاسکا ادامه یافته است. این باریکه خاکی از شرق با نیمه شمالی استان بریتیش کلمبیای کانادا و از غرب با اقیانوس آرام همسایه است. 
بیشتر مناطق جنوب شرقی آلاسکا بخشی از جنگل ملی تونگاس، بزرگترین جنگل ملی ایالات متحده است. در بسیاری از نقاط، مرز با کانادا در امتداد ستیغ‌راه رشته‌کوه‌های مرزی ساحلی امتداد دارد. دسته‌تابه آلاسکا به دلیل مناظر زیبا و آب و هوای معتدل و بارانی‌اش مشهور است. بزرگترین شهرهای منطقه جونو، سیتکا و کتچیکن هستند. این منطقه همچنین شرقی‌ترین شهر آلاسکا، یعنی شهر هایدر را در خود جای داده‌است.